# Fryszerka (powiat opoczyński)
Fryszerka – osada w Polsce, położona w województwie łódzkim, w powiecie opoczyńskim, w gminie Poświętne.
W latach 1975–1998 Fryszerka administracyjnie należała do województwa piotrkowskiego.
Przed 2023 r. miejscowość była częścią wsi Anielin.
Przez Fryszerkę przepływa niewielka rzeka Cetenka, prawy dopływ Pilicy.